# Eisenbahnbuch
Das Eisenbahnbuch war in Österreich ein besonderes Grundbuch für Liegenschaften, die dem Eisenbahnbetrieb dienten. Gemäß § 5 Abs. 1 Eisenbahnbuchgesetz (EisBG) bildete jede eine Bahnstrecke, welche dem öffentlichen Verkehr diente, jeweils eine bücherliche Einheit. Das Eisenbahnbuch wurde 2012 durch Übernahme der Liegenschaften in die allgemeinen Grundbücher aufgehoben.

## Geschichte
Die Aufzeichnung von Rechten an Eisenbahngrundstücken (§ 2 EisBG) in besonderen Eisenbahnbüchern begann in Österreich ab Mai 1874 (§ 55 EisBG). Bereits zuvor bestehende Rechte von Eisenbahnunternehmen wurden nachträglich in einem Eisenbahnbuch aufgenommen (§ 12 EisBG).
Aufgrund des Grundbuchumstellungsgesetzes (GUG) wurde das Eisenbahnbuch – wie zuvor bereits das allgemeine Grundbuch – auf elektronische Datenverarbeitung umgestellt und ab 1993 elektronisch geführt.
Aufgrund § 24a GUG in der Fassung der Grundbuchs-Novelle 2008 wurden die Eisenbahnbücher aufgehoben und die bücherlichen Einheiten des Eisenbahnbuches durch „elektronische Umschreibung“ in das Grundbuch der jeweiligen Katastralgemeinde übernommen. Die §§ 24b und 24c GUG sehen vor, dass bestimmte Besonderheiten des Eisenbahnbuchrechts weiterbestehen. Die Umschreibung und damit die Aufhebung der Eisenbahnbücher erfolgte mit Wirkung vom 7. Mai 2012.

## Anlegung und Umfang der Eisenbahnbücher
Nach § 1 des EisBG sind für Eisenbahnen, welche dem öffentlichen Verkehre zu dienen haben und zu deren Herstellung das Expropriationsrecht zugestanden ist, Eisenbahnbücher anzulegen und sind nach § 2 EisBG alle im Besitz einer Eisenbahnunternehmung stehenden Grundstücke einzutragen, welche zum Betriebe der Eisenbahn zu dienen haben (Eisenbahngrundstücke).
Das Eisenbahnbuch besteht nach § 3 EisBG aus den Eisenbahneinlagen und einer Urkundensammlung. Dabei ist für jede Eisenbahn, beziehungsweise für jeden Teil derselben, welcher den Gläubigern gegenüber als Ganzes zu gelten hat, eine Einlage zu errichten (§ 4 Abs. 1 EisBG) und bei Eisenbahnen, welche das Geltungsgebiet dieses Gebietes überschreiten, sowie bei fremden Eisenbahnen, welche sich mit einem Teile ihrer Linie in dieses Gebiet erstrecken, ist für den innerhalb dieses Gebietes gelegenen Teil eine Einlage zu eröffnen (§ 4 Abs. 2 EisBG).
Eine bücherliche Einheit umfasst auch das ganze im Besitze der Unternehmung befindliche Material:
1. das zur Herstellung oder Instandhaltung der Bahn bestimmt ist, sofern es bereits in den örtlichen Bereich der Bahn gebracht ist, oder
2. das zum Betriebe der Bahn gehört, und zwar von diesem sowohl

- in feste Verbindung mit der Bahn gesetzte,
- das zum dauernden Gebrauche an Ort und Stelle bestimmte, sowie
- alles übrige zum Fahrbetriebe oder in anderer Weise zum Betriebe der Bahn gehörige Material.[7]

Eine Eisenbahneinlage im Eisenbahnbuch besteht aus (§ 8 EisBG)
- Bahnbestandblatt (mit den einzelnen Eisenbahngrundstücke (auch geteiltem Eigentum oder Miteigentum) und mit dem Besitz der Bahn oder einzelner Eisenbahngrundstücke verbundenen dinglichen Rechte an fremden Grundstücken),
- Eigentumsblatt (mit Angaben zur Firma und Sitz des Unternehmens und die auf die ganze bücherliche Einheit zustehenden Rechte, sowie die Beschränkungen dieser Rechte, zu welchen auch ein Einlösungs- oder ein Heimfallsrecht des Staates anzugeben ist), sowie dem
- Lastenblatt (das sind die Lasten, welche die ganze bücherliche Einheit betreffen sowie die Lasten, welche sich auf einzelne Eisenbahngrundstücke beziehen und solche Grundstücke dritten Personen aus dem geteilten Eigentum oder Miteigentum oder den zustehenden Rechte). Dabei sind Hypothekar- und andere Lasten, deren Realisierung zur zwangsweisen Veräußerung eines Eisenbahngrundstückes führen könnte, grundsätzlich von der Eintragung in die Eisenbahneinlage ausgeschlossen (§ 20 Abs. 1 EisBG).

## Anlegung und Führung des Eisenbahnbuches
Im Jahr 1940 wurde die Zuständigkeit für die Führung des Eisenbahnbuches auf die Amtsgerichte (ab 1945: Bezirksgerichte) am Sitz des Gerichtshofes erster Instanz übertragen. Im Jahr 1955 wurde diese Änderung durch eine Neufassung von § 118 der Jurisdiktionsnorm bestätigt.